# TT345
La tombe thébaine TT 345 est située à Cheikh Abd el-Gournah, dans la nécropole thébaine, sur la rive ouest du Nil, face à Louxor en Égypte.
C'est la sépulture d'Amenhotep, prêtre, durant le règne de Thoutmôsis Ier (XVIIIe dynastie).